# La Cruz de la Algaida
La Cruz de la Algaida es una aldea española que forma parte del caserío de Corona Algaida y Gata, situado en el municipio de Iznájar, en la provincia de Córdoba, Andalucía.

## Localización
Se sitúa en la carretera CO-9200 dirección Villanueva de Algaidas, muy próxima al límite entre la provincia de Málaga. Linda con las aldeas del Adelantado, Valenzuela y Llanadas, Alarconas y Antochas y termina con el Arroyo Gata. La calle principal se llama Corona, Algaida y Gata, denominación que proviene de dos grandes cortijos de la zona.

## Geografía
La vegetación predominante de la zona es el olivo a excepción de una algaida de encinas y coscojas que coronan la aldea. 
La fauna es propia del parque natural de la subbética debido a su proximidad con el embalse de Iznajar. En ella encontramos conejos, liebres, jabalíes, cabra montesa, tórtolas, paloma torcal, perdices, patos salvajes, garzas, comadrejas, garduños, tejones, turones, lirones caretos, zorros menchoneros etc.

## Historia
La historia de la Cruz de Algaida se centra en su pequeño núcleo de casas, donde antaño estaba lleno de actividad, había un antiguo cuartel de la Guardia Civil que más tarde fue convento, dos colmados, dos o tres cantinas, un estanco, un colegio rural y  una iglesia. Actualmente lo más relevante es el salón de actos y la iglesia. Lo demás está en desuso. 

## Demografía
| Gráfica de evolución demográfica de La Cruz de la Algaida entre 2000 y 2021 |
|                                                                             |
| Datos según el nomenclátor publicado por el INE.                            |

## Patrimonio
Aún se conserva la "fuente de la Moyana" y el "pocillo", lugares donde los lugareños se servían de agua para uso doméstico y las mujeres socializaban mientras lavaban la ropa. 

## Fiestas patronales
Las fiestas patronales 1, 2 y 3 de mayo, la cual se denomina " El día de la Cruz" y es en honor a la virgen de la Piedad. Todo esto es posible a la Asociación La Cruz y Virgen de la Piedad. Estas fiestas se remontan a varias décadas y están llenas de tradición cultural de la aldea. 

## Economía
Los habitantes se dedican en su mayoría a la agricultura como el olivo, aunque aparecen otras nuevas explotaciones como el cultivo de pitahya. También hay una fábrica de hielo, un taller mecánico y alojamientos rurales que dan un buen servicio a los visitantes.

## Gastronomía
La gastronomía de la zona es rica y variable, su plato típico es la tortilla de patatas, la olla y la porra fría, entre muchos otros.  En la zona aún se elabora un buen queso artesanal que es para el consumo propio. Los embutidos son típicos, aunque cada vez hay menos matanza del cerdo.